# Budapest autóbuszvonal-hálózata 1967-ben
Budapest autóbuszvonal-hálózata 1967-ben – a Fővárosi Autóbuszüzem (FAÜ) üzemeltetésében – az alábbi vonalakból állt:

## Autóbuszvonalak
| Jelzés | Útvonal                                                                                                  |
| ------ | --- |
| 1      | Kacsóh Pongrác út – Kelenföldi pályaudvar                                                                |
| 2      | Irányi utca – Szendrő utca                                                                               |
| 3      | Móricz Zsigmond körtér – Nagytétény, MÁV-állomás                                                         |
| 4      | Gyöngyösi út – Lékai János tér                                                                           |
| 5      | Dembinszky utca – Pasaréti tér                                                                           |
| 5A     | Dembinszky utca – Hargita utca                                                                           |
| 6      | Nagyvárad tér – Óbuda, Miklós utca                                                                       |
| 7      | Öv utca – Kelenföldi pályaudvar                                                                          |
| 7A     | Kosztolányi Dezső tér – Népstadion út (Stadionjárat)                                                     |
| 7C     | Bosnyák tér – Kosztolányi Dezső tér                                                                      |
| 8      | Március 15. tér – Irhás árok                                                                             |
| 8A     | Március 15. tér – Sasadi út                                                                              |
| 9      | Pataki István tér – Vörösmarty tér                                                                       |
| 10     | Móricz Zsigmond körtér – Albertfalva, új lakótelep                                                       |
| 10A    | Móricz Zsigmond körtér – Hunyadi János út                                                                |
| 10B    | Móricz Zsigmond körtér – Galvani utca                                                                    |
| 10C    | Móricz Zsigmond körtér – Goldberger gyár                                                                 |
| 11     | Mechwart liget – Nagybányai út                                                                           |
| 12     | Karolina út – Moszkva tér – Karolina út (kétirányú körjárat; az első kocsi a Moszkva térről indult)      |
| 12A    | Boráros tér – Moszkva tér                                                                                |
| 13     | Bányagyutacsgyár – Diósd, Csapágygyár (munkaszüneti napokon: Nagytétényi út – Diósd, Tanácsház)          |
| 13A    | Nagytétényi út – Barackos út (körforgalom)                                                               |
| 13B    | Nagytétényi út – Bányagyutacsgyár                                                                        |
| 13Y    | Nagytétényi út – Mechanikai Művek                                                                        |
| 14     | Kosztolányi Dezső tér – Baross Gábor-telep, XVI. utca                                                    |
| 15     | Boráros tér – Élmunkás tér                                                                               |
| 16     | Március 15. tér – Moszkva tér                                                                            |
| 17     | Pataki István tér – Vöröshadsereg útja                                                                   |
| 17A    | Pataki István tér – Erdész utca                                                                          |
| 17Y    | Pataki István tér – Új köztemető                                                                         |
| 18     | Óbuda, Miklós utca – Borosjenői téglagyár                                                                |
| 18A    | Óbuda, Miklós utca – Solymári téglagyári bekötőút                                                        |
| 19     | Nagy Lajos király út – Goldmark Károly utca                                                              |
| 19A    | Nagy Lajos király út – Déli pályaudvar                                                                   |
| 19B    | Nagy Lajos király út – Vörösmarty tér                                                                    |
| 20     | Keleti pályaudvar – Újpest, Fóti út                                                                      |
| 20A    | Keleti pályaudvar – Újpest, Tanácsház                                                                    |
| 21     | Moszkva tér – Szabadsághegy, Fogaskerekű állomás                                                         |
| 22     | Moszkva tér – Budakeszi                                                                                  |
| 22A    | Moszkva tér – Ságvári liget                                                                              |
| 22B    | Moszkva tér – Korányi szanatórium                                                                        |
| 23     | Boráros tér – Pesterzsébet, Ady Endre tér                                                                |
| 23A    | Boráros tér – Pesterzsébet, Tátra tér (körforgalom)                                                      |
| 24     | Bosnyák tér – Rákospalota, Vágó Ferenc utca                                                              |
| 24A    | Bosnyák tér – Maxim Gorkij tér                                                                           |
| 24Y    | Bosnyák tér – Cservenka Miklós utca                                                                      |
| 25     | Kacsóh Pongrác út – Rákospalota, Sipos Dénes utca                                                        |
| 26     | Vígszínház – Margitsziget, Nagyszálló                                                                    |
| 27     | Móricz Zsigmond körtér – Gellérthegy, Citadella                                                          |
| 28     | Moszkva tér – Zugligeti út                                                                               |
| 29     | Bécsi út – Vöröshadsereg útja                                                                            |
| 30     | Keleti pályaudvar – Megyer, Szondy utca                                                                  |
| 31     | Népstadion út – Árpádföld, Timur utca                                                                    |
| 31A    | Népstadion út – Rákosszentmihály, Gusztáv utca                                                           |
| 32     | Zalka Máté tér – Frangepán utca                                                                          |
| 32A    | Zalka Máté tér – Erzsébet királyné útja                                                                  |
| 32B    | Fogarasi út – Frangepán utca                                                                             |
| 33     | Dandár utca – Dráva utca                                                                                 |
| 34     | Óbuda, Miklós utca – Pünkösdfürdő                                                                        |
| 34Y    | Óbuda, Miklós utca – Nimród utca                                                                         |
| 35     | Nagyvárad tér – Pestlőrinc, Mednyánszky utca                                                             |
| 35A    | Nagyvárad tér – Pestlőrinc, Béke tér                                                                     |
| 35Y    | Nagyvárad tér – Pestlőrinc, Lakatos úti lakótelep                                                        |
| 36     | Pestlőrinc, Liszt Ferenc utca – Lakatos út                                                               |
| 37E    | Óbuda, Miklós utca – Erdőalja út                                                                         |
| 37J    | Óbuda, Miklós utca – Jablonka út                                                                         |
| 37M    | Óbuda, Miklós utca – Máramaros út                                                                        |
| 38     | Csepel, Tanácsház tér – Autógyár                                                                         |
| 38A    | Csepel, Tanácsház tér – Halásztelek                                                                      |
| 38B    | Csepel, Tanácsház tér – Hárosi iskola                                                                    |
| 39     | Üllői úti új lakótelep – Dániel út                                                                       |
| 39A    | Vígszínház – Dániel út                                                                                   |
| 40     | Móricz Zsigmond körtér – Budaörs, Kötő utca                                                              |
| 41     | Kelenföldi pályaudvar – Kelenvölgy, Kecskeméti József utca                                               |
| 42     | Óbuda, Miklós utca – Békásmegyer                                                                         |
| 42A    | Óbuda, Miklós utca – Csillaghegyi BHÉV-állomás                                                           |
| 43     | Katona József utca – Újpest, Szilágyi utca                                                               |
| 44     | Madách tér – Rákosszentmihály, Békés Imre utca                                                           |
| 44A    | Madách tér – Sashalom, Hősök fasora                                                                      |
| 44Y    | Madách tér – Cinkota, Gyógyszertár                                                                       |
| 45     | Madách tér – Mátyásföld, Petőfikert XVIII. utca                                                          |
| 46     | Madách tér – Mátyásföld, Petőfikert XVIII. utca                                                          |
| 46A    | Madách tér – Gyógyszertár                                                                                |
| 47     | Újpest, Szilágyi utca – Egyesült Izzó (munkaszüneti napokon: Újpest, Szilágyi utca – Váci út, Cérnagyár) |
| 47A    | Újpest, Szilágyi utca – Váci út, Cérnagyár                                                               |
| 48     | Kispest, Kossuth tér – Csepel, Határ utca                                                                |
| 49     | Moszkva tér – Rókushegy, Fenyves utca                                                                    |
| 50     | Budatétény, Jókai Mór utca – Balatoni műút                                                               |
| 50A    | Budatétény, Jókai Mór utca – Ruhagyár                                                                    |
| 50B    | Budatétény, sorompó – Ruhagyár                                                                           |
| 50Y    | Budatétény, sorompó – Balatoni műút                                                                      |
| 51     | Zalka Máté tér – Csepel, Tanácsház tér                                                                   |
| 52     | Csepel, Tanácsház tér – Hollandi út                                                                      |
| 52A    | Csepel, Tanácsház tér – Denevér utca                                                                     |
| 52B    | Csepel, Tanácsház tér – Repkény utca                                                                     |
| 53     | Móricz Zsigmond körtér – Hó utca                                                                         |
| 53A    | Móricz Zsigmond körtér – Érdi út                                                                         |
| 54     | Boráros tér – Pestimre, Mikszáth Kálmán utca                                                             |
| 54A    | Boráros tér – Kispest, Használtcikkpiac                                                                  |
| 54B    | Boráros tér – Kispest, Hullay József utca                                                                |
| 54C    | Boráros tér – Pestimre, Dózsa György utca                                                                |
| 54Y    | Boráros tér – Kispest, Ady Endre út                                                                      |
| 55     | Óbuda, Miklós utca – Népliget                                                                            |
| 55A    | Váci út – Népstadion út                                                                                  |
| 56     | Eötvös tér – Hűvösvölgy                                                                                  |
| 56A    | Moszkva tér – Hűvösvölgy                                                                                 |
| 57     | Hűvösvölgy – Pesthidegkút (kétirányú körjárat)                                                           |
| 57Y    | Hűvösvölgy – Honfoglalás utca                                                                            |
| 58     | Budafok, Kossuth Lajos utca – Balatoni műút                                                              |
| 59     | Pacsirtatelep – Csepel, Csillagtelep                                                                     |
| 59A    | Csepel, Tanácsház tér – Csillagtelep                                                                     |
| 59Y    | Csepel, Tanácsház tér – Csapágy utca                                                                     |
| 60     | Madách tér – Óbuda, MÁV-állomás                                                                          |
| 60A    | Madách tér – Óbuda, Vörösvári út                                                                         |
| 61     | Zalka Máté tér – Rákoskeresztúr – Rákoscsaba (körjárat; az utolsó kocsi Rákoscsabáig közlekedett)        |
| 62     | Zalka Máté tér – Rákoskeresztúr – Rákoskert (körjárat; az utolsó kocsi Rákoskertig közlekedett)          |
| 62A    | Zalka Máté tér – Rákoskeresztúr – Ferihegyi út                                                           |
| 62B    | Zalka Máté tér – Újakadémiatelep, 501-es utca                                                            |
| 63     | Hűvösvölgy – Nagykovácsi                                                                                 |
| 63A    | Hűvösvölgy – Adyliget                                                                                    |
| 64     | Hűvösvölgy – Solymár, Templom tér                                                                        |
| 64Y    | Hűvösvölgy – Solymár, műanyaggyár                                                                        |
| 65     | Bécsi út – Fenyőgyöngye                                                                                  |
| 65Y    | Bécsi út – Mikoviny utca (körforgalom)                                                                   |
| 66     | XX. ker. tanácsháza – Soroksár, vasöntöde                                                                |
| 66Y    | XX. ker. tanácsháza – Pétermajor                                                                         |
| 67     | Baross tér – Rákoskeresztúr                                                                              |
| 68     | Kispest, Élmunkás lakótelep (Vörös Október utca) – Városszéli sor                                        |
| 68A    | Kispest, Élmunkás lakótelep (Vörös Október utca) – Újköztemető                                           |
| 68Y    | Kispest, Kossuth tér – Rákosszentmihály                                                                  |
| 69     | Rákoscsaba, vasútállomás – Pécel, Kun J. utca                                                            |
| 70     | Bosnyák tér – Rákospalota, Sipos D. utca                                                                 |
| 71     | Csepel, Tanácsház tér – Csepel, X. sz. révátkelő                                                         |
| 80     | Újhegyi út – Cinkotai út (körforgalom)                                                                   |
| 81     | Üllői úti új lakótelep – Madách tér                                                                      |
| 82     | Pestlőrinc, Vöröshadsereg útja – Halmidűlő                                                               |
| 83     | Kelenföld, Etele tér – Hunyadi János út                                                                  |
| 84     | Moszkva tér – Újpest, MÁV-állomás                                                                        |
| 85     | Pataki István tér – Sörgyár utca (körforgalom)                                                           |
| 86     | Óbuda, Miklós utca – Kosztolányi Dezső tér                                                               |
| 87     | Kosztolányi Dezső tér – Kamaraerdő                                                                       |
| 87A    | Kosztolányi Dezső tér – Budaörsi repülőtér                                                               |
| 88     | Törökbálint, Munkácsy Mihály utca – Budaörs, MÁV-állomás                                                 |
| 88A    | Törökbálint, Munkácsy Mihály utca – Budaörs, FVV-végállomás                                              |
| 89     | Aszódi utca – Naphegy tér                                                                                |
| 90     | Szabadsághegyi fogaskerekű-állomás – Csillebérc                                                          |
| 91     | Vígszínház – Pusztaszeri körönd                                                                          |
| 92     | Rákosszentmihály, vasútállomás – Szabadföld út (körforgalom)                                             |
| 92Y    | Rákosszentmihály, vasútállomás – Rákoskeresztúr                                                          |
| 93     | Nagyvárad tér – Ferihegyi repülőtér                                                                      |
| 94     | Gyál, Szent István utca – Pestimre, Dózsa György út                                                      |
| 94Y    | Gyál, Szent István utca – Hullay József utca                                                             |
| 95     | Baross tér – Gyömrői út                                                                                  |
| 96     | Rákospalota, Kozák tér – Egyesült Izzó (munkaszüneti napokon: Rákospalota, Kozák tér – Cérnagyár)        |
| 96A    | Rákospalota, Kozák tér – Cérnagyár                                                                       |
| 97     | Rákoskeresztúr – Rákoskert, Sugár út (kétirányú körjárat)                                                |
| 98     | Gyömrői út – Rákoscsaba, Diadal utca (kétirányú körjárat)                                                |
| 99     | Harminckettesek tere – Pesterzsébet, Vasút sor                                                           |
| 117    | Harminckettesek tere – Gyömrői út, régi vám                                                              |
| 135    | Nagyvárad tér – Pestlőrinc, Béke tér                                                                     |
| 140    | Törökbálint, Munkácsy Mihály utca – Kosztolányi Dezső tér                                                |
| 143    | Katona József utca – Újpest, Cérnagyár                                                                   |
| 156    | Eötvös tér – Hűvösvölgy                                                                                  |
| 162    | Zalka Máté tér – Rákoskeresztúr                                                                          |

A menetrendben feltüntetett hibás végállomásnevek
| Hibás név                 | Helyes név                 |
| ------------------------- | -------------------------- |
| Kispest, Használtcikkpiac | Kispest, Használtcikk piac |
| Megyer, Szondy utca       | Megyer, Szondi utca        |
| Pataki István tér         | Pataky István tér          |
| Vöröshadsereg útja        | Vörös hadsereg útja        |

## Rendkívüli járatok vonalai
| Jelzés     | Útvonal                                                                                                 |
| ---------- | --- |
| B          | Madách tér – Lóverseny tér (lóversenyjárat)                                                             |
| D          | Szabadsághegy – Jánoshegyi kilátó (munkaszüneti napokon)                                                |
| E          | Nagyvárad tér – Kispest sporttelep (sportjárat)                                                         |
| F          | Czabán Samu tér – Lenin útja (munkaszüneti napokon)                                                     |
| H          | Fenyőgyöngye – Hármashatárhegy                                                                          |
| J          | Madách tér – Jánoshegyi kilátó (munkaszüneti napokon)                                                   |
| M          | Katona József utca – Dózsa stadion (sportjárat)                                                         |
| Mikró      | Margitsziget, szökőkút – Nagyszálló (idényjárat)                                                        |
| N          | Moszkva tér – Népstadion (sportjárat)                                                                   |
| O          | November 7. tér – Lóverseny tér (lóversenyjárat)                                                        |
| R          | Kálvin tér – Béke strand (idényjárat)                                                                   |
| Repülőtéri | Vörösmarty tér – Ferihegyi repülőtér                                                                    |
| S          | Csepel, Tanácsház tér – Csepeli strand (idényjárat)                                                     |
| SZ         | színházi idényjáratok (SZ/1, SZ/2, stb. jelzéssel, ha a vonal a számozott alapjárat útvonalától eltért) |
| T          | temetői idényjáratok                                                                                    |
| V          | Vörösmarty tér – Mezőgazdasági kiállítás (az Országos Mezőgazdasági kiállítás idején)                   |

## Mai közterületnevek
A fenti táblázatokban szereplő közterületek, intézmények neve napjainkban:
| 1967-ben          | napjainkban       |
| ----------------- | ----------------- |
| Élmunkás tér      | Lehel tér         |
| Moszkva tér       | Széll Kálmán tér  |
| Sipos Dénes utca  | Székely Elek utca |
| November 7. tér   | Oktogon           |
| Zalka Máté tér    | Liget tér         |
| Lenin útja        | Szent Korona útja |
| Lékai János tér   | Apor Vilmos tér   |
| Pataky István tér | Szent László tér  |
| Hargita utca      | Hágó utca         |
| Ságvári Liget     | Szépjuhászné      |